# Йохан Волфганг фон Тауфкирхен
Йохан Волфганг фон Тауфкирхен (на немски: Johann Wolfgang Graf von Tauffkirchen; * 1637; † 4 януари 1698) е граф на Тауфкирхен на река Филс в района на Ердинг в Бавария. Той също е господар на Гутенбург, Клебинг, Катценберг и замък Енглбург в Титлинг (1670 – 1698).

## Произход и управление
Той е син на граф е на фрайхер Волф Кристоф фон Тауфкирхен (1605 – 1670) и съпругата му фрайин Йохана Катарина фон Лойблфинг. Внук е на рицар Буркхард фон Тауфкирхен (1541 – 1606) и Мария Бурга фон Танберг († 1589).
През 1599 г. дядо му Буркхард фон Тауфкирхен чрез женитба получава замък Енглбург от измрялата по мъжка линия фамилия фон Шварценщайн. Замъкът става резиденция на графовете фон Тауфкирхен, които резидират там до 1857 г. През тридесетгодишната война шведите разрушават замъка. Баща му Волф Кристоф фон Тауфкирхен скоро след това го построява отново.
Йохан Волфганг става граф на 19 април 1684 г. Резиденцията е водният дворец Тауфкирхен на река Филс и в Мюнхен построенният през 1760 г. палат Тауфкирхен, по-късно наричан Пале Гизе.

## Фамилия
Йохан Волфганг фон Тауфкирхен се жени за Елеонора Катарина Аделхайд фон Неринген фрайин Жансдорф (* 2 март 1643). Те имат пет деца:
- Фердинанд Франц Ксавер фон Тауфкирхен (* 3 декември 1668, Фихтах; † 1720), фрайхер, женен за Мария Виктория Кристина фон Тауфкирхен († 1720)
- Максимилиан Йозеф фон Тауфкирхен (* 11 март 1670, Шердинг; † 13 септември 1736, Енгелсбург), граф, женен за Мария Лудовика Теодора д'Ано де Варгнис († 1755)
- Аделхайд Йозефа фон Тауфкирхен
- Йохан Йозеф фон Тауфкирхен (* 23 май 1675; † 26 януари 1737), граф на Тауфкирхен, женен за фрайин Антония фон Нойхауз
- Емануел Йозеф фон Тауфкирхен (* 1679 – ?)